# Christian Bustamante
Christian Bustamante (Chillán, Chile, 28 de septiembre de 1992) es un futbolista chileno que juega como delantero en Ñublense de la Primera División de Chile.

## Clubes
| Club                        | País  | Año       |
| --------------------------- | ----- | --------- |
| Malleco Unido               | Chile | 2013-2014 |
| Ñublense                    | Chile | 2014-2021 |
| → Deportes Linares (cedido) | Chile | 2014-2015 |
| → Malleco Unido (cedido)    | Chile | 2015-2016 |
| Rodelindo Román             | Chile | 2022-Act. |

## Palmarés

### Campeonatos nacionales
| Título    | Club     | País  | Año  |
| --------- | -------- | ----- | ---- |
| Primera B | Ñublense | Chile | 2020 |

- Datos: Q24576245